# Département de Biedma
Le département de Biedma est une des 15 subdivisions de la province de Chubut en Argentine.
Situé en Patagonie, sur la côte atlantique, le département a une superficie de 12 940 km2. Son chef-lieu est la ville de Puerto Madryn.
Sa population était de 58 677 habitants, selon le recensement de 2001 (source : INDEC).
C'est sur son territoire qu'est située la péninsule Valdés.

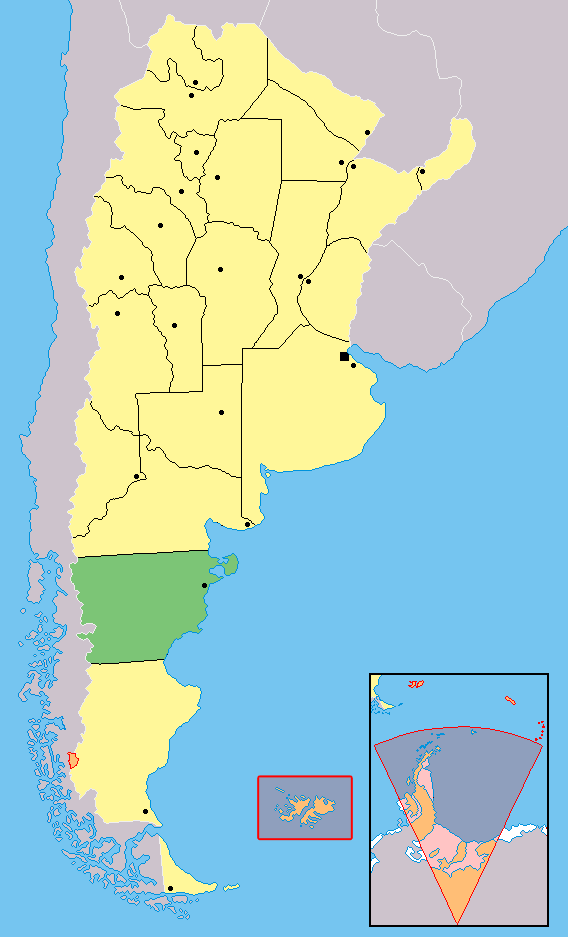
Localisation de la province de Chubut.

## Villes et localités
- Puerto Madryn, chef-lieu
- Puerto Lobos
- Puerto Pirámides
- Quinta El Mirador